# Лесные Поляны (Кировская область)
Лесны́е Поля́ны — посёлок в Омутнинском районе Кировской области, административный центр Леснополянского сельского поселения.

## География
Посёлок расположен в левобережье верховьев реки Песковка в 4 км от Вятки, в 4 км к юго-востоку от пгт Песковка, в 40 км к северо-востоку от Омутнинска и в 165 км от Кирова. Окружён лесами.
На краю посёлка находится располагается ж/д станция Лесные Поляны на ветке Яр — Лесная. Вблизи посёлка проходит автодорога Омутнинск — Кирс.

## История
В 1963—2005 годах имел статус посёлка городского типа.
С 1 января 2006 года согласно Закону Кировской области от 07.12.2004 № 284-ЗО посёлок является центром Леснополянского сельского поселения.

## Население
| 1989 | 2002  | 2010  |
| ---- | ----- | ----- |
| 2617 | ↘1785 | ↘1361 |

Историческая численность населения: 1970 — 3123 чел., 1979—2926 чел..
Национальный состав: русские, коми, удмурты, татары, украинцы и др.

## Улицы
- Железнодорожная
- Комсомольская
- Кооперативная
- Лесная
- Мира
- Пионерская
- Победы
- Почтовая
- Рабочая
- Советская
- Строителей
- Трактовая
- Труда
- Школьная
- Восточная
- Кирова
- Молодежная
- Луговая
- Пролетарская

Чапаева
Луч